# Akiyama (Familienname)
Akiyama (jap. 秋山) ist ein japanischer Familienname.

## Herkunft und Bedeutung
Akiyama ist in seiner Hauptbedeutung ein Wohnstättenname. Er geht auf die Bedeutung der japanischen Schriftzeichen 秋 (dt. Herbst) und 山 (dt. Berg) zurück.

## Namensträger
- Daichi Akiyama (* 1994), japanischer Fußballspieler
- Denis Akiyama (1952–2018), kanadischer Schauspieler und Synchronsprecher
- Diana Akiyama, 11. Bischöfin der Diözese Oregon der Episkopalkirche der Vereinigten Staaten von Amerika
- Erika Akiyama (* 1964), japanische Sportgymnastin
- Hiroki Akiyama (* 2000), japanischer Fußballspieler
- Hiromi Akiyama (1937–2012), japanischer Künstler
- Hiroshi Akiyama (* 1931), japanischer Chirurg
- Akiyama Kanemasa (1896–1976), japanischer Generalmajor
- Kazumasa Akiyama (* 1955), japanischer Fusion- und Jazzmusiker
- Kazuyoshi Akiyama (1941–2025), japanischer Dirigent
- Kōji Akiyama (* 1962), japanischer Baseballspieler und -trainer
- Kuniharu Akiyama (1929–1996), japanischer Musik- und Kunstkritiker, Komponist und Klangkünstler
- Akiyama Kyuzo (1891–1982), japanischer Generalmajor
- Makio Akiyama (* 1950), japanischer Astronom
- Akiyama Masanosuke (1866–1937), japanischer Diplomat und Jurist
- Masao Akiyama (* um 1945), japanischer Badmintonspieler
- Minami Akiyama (* 1995), japanische Tennisspielerin
- Akiyama Monzō (1891–1944), japanischer Konteradmiral
- Natsumi Akiyama (* 1994), japanische Handballspielerin
- Akiyama Nobutomo (1531–1575), Samurai der Sengoku-Zeit in Japan
- Rina Akiyama (Schauspielerin) (* 1985), japanische Schauspielerin
- Rina Akiyama (Schwimmerin) (* 1987), japanische Schwimmerin
- Akiyama Saneyuki (1868–1918), japanischer Marineoffizier
- Akiyama Seitaro (1887–1951), japanischer Generalmajor
- Akiyama Shigeo (* 1906), japanischer Botaniker
- Akiyama Shōtarō (1920–2003), japanischer Fotograf
- Shun Akiyama (1930–2013), japanischer Literaturkritiker und Buchautor
- Takashi Akiyama (* 1992), japanischer Fußballspieler
- Takuya Akiyama (* 1994), japanischer Fußballspieler
- Akiyama Tokusaburo (1891–1968), japanischer Generalleutnant
- Akiyama Teisuke (1868–1950), japanischer Verleger
- Toshio Akiyama (* 1929), japanischer Komponist und Dirigent
- Akiyama Toyoji (1894–1971), japanischer Generalleutnant
- Toyohiro Akiyama (* 1942), erster Weltraumtourist
- Yasunari Akiyama (* 1948), japanischer Ringer
- Akiyama Yoshifuru (1859–1930), General der Kaiserlich Japanischen Armee
- Yoshiko Akiyama (* 1949), japanische Bogenschützin
- Akiyama Yoshimichi (1886–1945), japanischer Generalleutnant
- Akiyama Yoshimitsu (1891–1948), japanischer Generalleutnant
- Akiyama Yoshitaka (1891–1949), japanischer Generalleutnant
- Yōsuke Akiyama (* 1995), japanischer Fußballspieler
- Yuzuki Akiyama (* 1993), japanische Schauspielerin